# ماتيوس فونسيكا
ماتيوس فونسيكا هو لاعب كرة قدم برتغالي في مركز الوسط، ولد في 10 مايو 1993 في ألمادا في البرتغال. شارك مع منتخب البرتغال تحت 16 سنة لكرة القدم ومنتخب البرتغال تحت 17 سنة لكرة القدم ومنتخب البرتغال تحت 18 سنة لكرة القدم. أما مع النوادي، فقد لعب مع نادي كياسو.

## وصلات خارجية
- ماتيوس فونسيكا على موقع قاعدة بيانات كرة القدم.إي يو (الإنجليزية)
- ماتيوس فونسيكا على موقع Soccerway.com (الإنجليزية)